# エムドゲインゲル
エムドゲインゲル（Emdogaingel）はビオラ社（BIORA　本社：スウェーデン マルメ市）により発売されている歯周組織再生誘導材料。エムドゲインの改良版であり日本では2002年に厚生労働省の認可を受けている。エムドゲインは主剤と溶解液の2剤構成だったが、エムドゲインゲルは混合溶液（主剤と溶解液）をあらかじめシリンジに充填したもので、従来品と比べて操作性の向上が図られている。また本剤は幼弱豚の歯胚より抽出した成分を用いているが、BSE問題の際エムドゲインが非加熱製剤であったためメーカーが自主回収を行った。そのため改良版のエムドゲインゲルは加熱製剤となり安全性も高まっている。